# گنادی شچکالو
گنادی شچکالو (انگلیسی: Gennady Shchekalo؛ زادهٔ ۴ مارس ۱۹۶۸) وزنه‌بردار اهل بلاروس بود.
وی در مسابقات کشوری و بین‌المللی در مجموع برندهٔ ۱ مدال برنز شده‌است.